# Lobendavský vrch
Lobendavský vrch (německy Güttelberg, neoficiálně též Kitlberk) je kopec s nadmořskou výškou 430 m, který se nachází v Lobendavě v Ústeckém kraji. Vrch náleží ke geomorfologickému celku Šluknovská pahorkatina, jejímu okrsku Šenovská pahorkatina a podokrsku Mikulášovická pahorkatina. Geologické podloží tvoří drobně až střednězrnný dvojslídý granodiorit, který je narušen dvěma žílami doleritu. Vrchol a část západního svahu jsou zalesněné poškozeným, převážně jehličnatým až smíšeným porostem, většina svahů je však využívána jako zemědělská půda. Na jihovýchodě zasahuje vrch až ke středu Lobendavy. Celý vrch náleží k povodí Lučního potoka, který je pravostranným přítokem Vilémovského potoka (Sebnice), a patří tak k úmoří Severního moře. Na východním svahu stojí bývalý hostinec, původně hájovna.